# Lymantria rufofusca
Lymantria rufofusca är en fjärilsart som beskrevs av Paul Mabille 1899. Lymantria rufofusca ingår i släktet Lymantria och familjen tofsspinnare. Inga underarter finns listade i Catalogue of Life.